# صابون مرسيليا

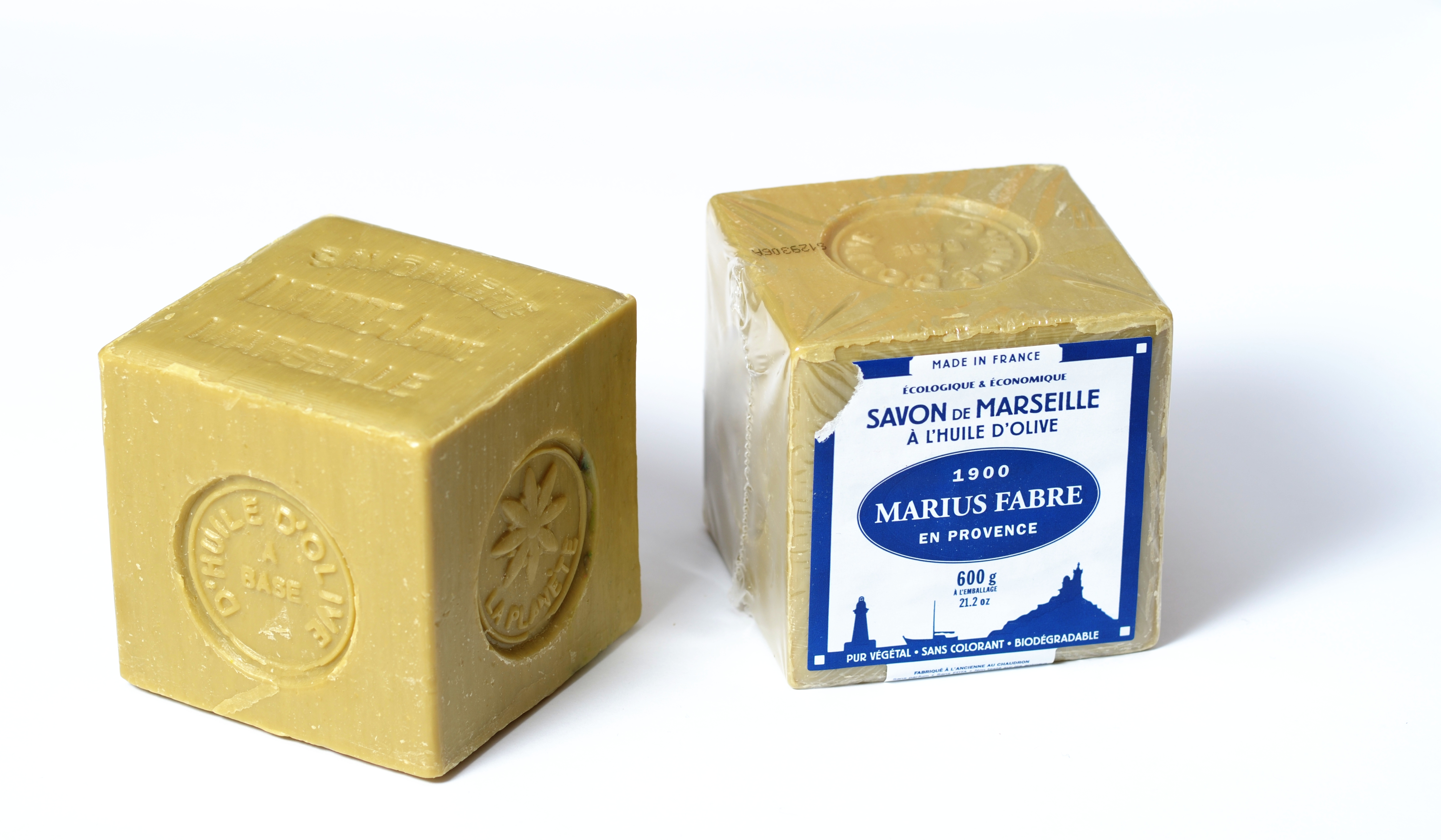
قطعة صابون مرسيليا.

صابون مرسيليا (باللغة الفرنسيّة: Savon de Marseille) هو نوع من الصابون المُصنَّع من زيت الزيتون أو من زيوت نباتية وسمي كذلك لأن مدينة مرسيليا في فرنسا هي أقدم وأشهر المدن في صناعته.
تم تسجيل أول ماركة موثقة لصابون مرسيليا في سنة 1370، وبحلول سنة 1688 قدم لويس الرابع عشر لوائح تحت اسم مرسوم كولبير للحد من استخدام زيت الزيتون في صابون مرسيليا. وقد تم تعديل القانون للسماح باستخدام الزيوت النباتية في صناعة الصابون.
وبحلول سنة 1913 بلغ معدل الإنتاج 180,000 طن، وفي سنة 1924 كانت هناك 132 شركة صناعة صابون في مناطق مرسيليا وصالون دو بروفانس.

## الإنتاج
تقليديًا يتم إنتاج الصابون عن طريق خلط مياه من البحر الأبيض المتوسط، وزيت الزيتون، ووزيت الغار بالإضافة إلى ماءات الصوديوم معًا في مرجل كبير (حوالي 8 طن في المعدل). ثُم يتم تسخين هذا الخليط لعدة أيام بإستمرار، وتترك لتتصلب تمامًا. العملية برمتها يمكن أن تستغرق فترة تصل إلى شهر واحد.

## اليوم
اليوم هناك نوعان من الأصناف الرئيسية من صابون مرسيليا، الأول وهو ملون باللون الإخضر المصنوع من زيت الزيتون والثاني الملون باللون الأبيض المصنوعة من زيت النخيل أو خليط النخيل وزيت جوز الهند.